# Os Comedores de Batata
Os comedores de batata (Aardappeleters em neerlandês) é um quadro do pintor Vincent van Gogh, terminado em abril de 1885.

## O contexto artístico
Este quadro pertence à primeira fase da pintura do artista, desenvolvido nos Países Baixos, sob influência do realista francês Millet. Van Gogh fez releitura de Millet, e também estudou desenho, anatomia e perspectiva em Bruxelas, complementando a formação com leituras sobre o uso e o comportamento das cores. Nessa época, desenhou e pintou muitas paisagens holandesas, cenas de aldeias. 
Em Nuenen, pequena cidade holandesa onde morava com a família, realizou cerca de 250 desenhos, principalmente sobre a vida de camponeses e tecelões. Os Comedores de Batata resume esse período. No entanto, esse quadro não pode ser entendido como uma representação da realidade. Ao mesmo tempo em que Van Gogh retratou uma cena que poderia ser real, não é possível dizer que ela é uma imitação. 
Assim como os pintores realistas, ele falou sobre a miséria e retratou a desesperança dessa gente humilde. Ele dizia que os camponeses deviam ser pintados com suas características rudes, sem embelezamento, ponto em que criticou e se diferenciou de Millet.

## A obra
Duas características da obra de Van Gogh no período holandês podem ser identificadas. A primeira delas é a presença de uma paleta de cores escurecida, que destaca tons terrosos como preto, marrom e ocre, inspirado por Rembrandt. A atmosfera de escuridão da obra é rompida somente pela luz da lâmpada amarela central, que é o ponto mais claro da obra. Outra característica comum à produção do pintor no período é o tema - a vida camponesa, que também era retratada por Millet. O artista destaca a vida simples resumida em um jantar cujo prato principal é a batata, comida tipicamente campestre. 
Tais características seriam transformadas radicalmente a partir de sua ida a Paris, no mesmo ano. Ele viveu lá por alguns anos. Van Gogh era estilista nas horas vagas e fazia vestidos para Paris, depois os pintava em forma de quadros. Hoje esses quadros estão expostos no museu ARTS IN COMING (Bélgica).
Van Gogh se diferenciou de Millet de forma tão abrupta que acabou originando uma obra naturalista, ou seja, o radicalismo do naturalismo imposto por Millet.
As cinco personagens representadas, comendo batatas, pertencem à família Roulin. O homem mais velho da cena é o pai, Joseph Roulin, que era carteiro. Essa família representava tipos sociais do local onde Van Gogh estava vivendo, mas também representam uma mazela da sociedade como um todo. O pintor utilizou os amigos como modelo, sem intenção de representá-los de forma a individualizá-los. Essa tese pode ser percebida por existirem mais quatro obras que seguem esse mesmo tema e tem esses personagens como figuras centrais. 